# سامان قدوس
سامان قدّوس ((بالفارسية: سامان قدّوس)؛ مواليد 6 سبتمبر 1993 في مالمو) هو لاعب كرة قدم إيراني - سويدي يجيد اللعب كلاعب وسط مهاجم لنادي كلباء الإماراتي والمنتخب الإيراني؛ و بالطبع له القدرة علی اللعب في موقع المهاجم.
في شهريور 1396 (الهجرية الشمسية) دعاه كارلوس كيروش إلی منتخب إيران لكرة القدم. و دعی من المنتخب السويدي أيضاً لكن رفض وقبل دعوة الكيروش بعد أيام ودخل في المنتخب الإيراني ولعب له.

## رياضة محترفة

### أوسترسوند

#### موسم 2016
للقدوس 10 هدفا في الدوري الممتاز في السويد لأوسترسوند في أول موسم له على النادي، بما في ذلك الأهداف الجميل مثل أول هدف في المباراة للأوسترسوند علی نادي هاماربي في 4 أبريل 2016، وهدفين في مرمى نادي مالمو في 22 أكتوبر 2016، وأنه اجتذب بعد هذا الأدا إيجابيء اهتمام أندية مثل هرتا برلين وأياكس.

#### موسم 2017
وقد بدأ القدوس الموسم في شكل جيد وتأهل ناديه لنهائي كأس الحذفي في السويد. وسجل ستة أهداف في هذه الألعاب حتی المباراة النهائية، بما في ذلك أهداف مثل هدف الاكروبات ضد نادي ترله بورگز وهدفين ضد نادي هاكن. وسجل هدفه السابع في المباراة النهائية. يقضي حدود وقته مع أوسترسشاندس حتى المرحلة الثانية الجارية من التصفيات الأوروبية 18 - 2017.

## روابط خارجية
- سامان قدوس على موقع الاتحاد الأوربي (الإنجليزية)
- سامان قدوس على موقع اتحاد السويد (السويدية)
- سامان قدوس على موقع قاعدة بيانات كرة القدم.إي يو (الإنجليزية)
- سامان قدوس على موقع ليكيب (الفرنسية)
- سامان قدوس على موقع ناشيونال فوتبول تيمز (الإنجليزية)
- سامان قدوس على موقع Soccerbase.com (لاعب) (الإنجليزية)
- سامان قدوس على موقع Soccerway.com (الإنجليزية)
- سامان قدوس على موقع عالم كرة القدم.نت (الإنجليزية)